# Cyrtonion ghanense
Cyrtonion ghanense – gatunek chrząszcza z rodziny kałużnicowatych i podrodziny Sphaeridiinae.
Gatunek ten opisany został w 1989 roku przez M. Hansena.
Ciało długości od 2 do 2,5 mm i szerokości od 1,3 do 1,6 mm, z wierzchu czarne do brązowego. Wybrzuszenia na przedpleczu i pokrywach zwykle silniej wyniesione u większych osobników. Chrząszcz niemal identyczny z C. moto i C. sculpticolle. Od tego pierwszego różni się środkowym płatem edeagusa o zaostrzonym wierzchołku, zaś od tego drugiego szerszym środkowym płatem edeagusa o bocznych krawędziach części wierzchołkowej prawie prostych i wierzchołku spiczastym.
Chrząszcz afrotropikalny, znany z Ghany, Kamerunu i Demokratycznej Republiki Konga.